# Антокольский, Павел Григорьевич
Па́вел Григо́рьевич Антоко́льский (19 июня (1 июля) 1896, Санкт-Петербург — 9 октября 1978, Москва) — русский советский поэт, переводчик и драматург, театральный режиссёр.

## Биография
Родился 19 июня (1 июля) 1896 года в Санкт-Петербурге в семье помощника присяжного поверенного и присяжного стряпчего Гершона Мовшевича (Герасима, Германа, Григория Моисеевича) Антокольского (1864—1941), и Ольги Павловны (Фани-Ольги Пейсоховны) Антокольской (урождённая Фрейда-Гитл Михл-Пейсаховна Антокольская, 1863—1935), уроженцев Вильны. Его отец работал кассиром на железной дороге (1894), занимался торговлей, служил в частных фирмах, позже, вплоть до 1933 года, в советских учреждениях; мать посещала Фребелевские курсы. Родители состояли в дальнем родстве (троюродные брат и сестра), до женитьбы носили одну фамилию и мать приходилась племянницей скульптору Марку Антокольскому. Брат отца — художник Лев Моисеевич Антокольский; сестра матери — художница и скульптор Елена Павловна Тарханова-Антокольская (1862—1930), по первой профессии зубной врач, жена физиолога И. Р. Тарханова. Дед по отцовской линии, Мовша (Мойше) Лейбович Антокольский (1836—1902), был виленским купцом второй гильдии и приходился двоюродным братом скульптору Марку Антокольскому.
В детские годы жил с родителями в Вильне, где родились его сёстры Мария (1898), Евгения (1900) и Надежда (1903). В 1904 году семья переехала в Москву, где будущий поэт поступил в частную гимназию. В 1915 году учился на юридическом факультете МГУ (не закончил).
25 июля 1915 года девятнадцатилетний Павел Антокольский перешёл из иудаизма в православие.
Печататься начал в 1918 году. В 1922 году издал первую книгу стихотворений. Посещал занятия в Студенческой драматической студии, которой руководил Е. Б. Вахтангов. В 1919—1934 годах работал режиссёром в драматической студии, позже преобразованной в Театр им. Е. Вахтангова. Для этой студии написал три пьесы, в том числе «Кукла Инфанты» (1916) и «Обручение во сне» (1917—1918). В годы революции дружил с М. И. Цветаевой.
Интересовался историей и духовной жизнью Ордена тамплиеров; под влиянием мистических идей написал для театра (театра им. Е. Вахтангова) инсценировку романа Г. Уэллса «Когда спящий проснётся».
Во время Великой Отечественной войны руководил фронтовым театром. Член ВКП(б) с 1943 года. Весной 1945 года приехал в Томск в качестве режиссёра Томского областного драматического театра имени В. П. Чкалова.
Переводил произведения французских, болгарских, грузинских, азербайджанских поэтов. Среди переводов — повесть Виктора Гюго «Последний день приговорённого к смерти», романтическая драма «Король забавляется» того же автора.
Павел Антокольский умер 9 октября 1978 года. Похоронен в Москве, на Востряковском кладбище, рядом с умершей десятью годами ранее его женой и музой, актрисой Вахтанговской студии З. К. Бажановой (108 уч.).

## Семья
- Первая жена (с 1919 года) — Наталия Николаевна, урождённая Щеглова (1895—1983). Её сестра Галина была замужем за архитектором Г. П. Гольцом (их дочь — художница Ника Гольц).
  - Дочь — Наталья (1921—1981), художница. Её муж — поэт Леон Валентинович Тоом (1921—1969).
    - Внук — Андрей Леонович Тоом[англ.] (род. 1942), кандидат физико-математических наук (алгоритм Тоома — Кука, правило Тоома[англ.]), профессор факультета статистики Федерального университета Пернамбуку (Бразилия).

  - Сын — Владимир (1923—1942), младший лейтенант, погиб на войне. Его памяти посвящена поэма «Сын» (1943).
- Вторая жена — актриса Зоя Константиновна Бажанова.

О его первой жене Ю. М. Нагибин писал:

Умерла, не дожив дня до выхода журнала с очерком о погибшем в начале войны сыне, Наталия Николаевна Антокольская, прекрасная русская женщина. Она пережила и Павла Григорьевича, и дочь-калеку, ослепла, но не сдалась, не согнулась, не озлобилась. Ей выпало единственное грустное счастье за долгий век: в исходе дней получить назад дряхлого, больного, задыхающегося, хромого, полубезумного Павла Григорьевича, которого любила всю жизнь. У неё был литературный дар, но она не напечатала ни строчки, она была создана для большого и тёплого семейного гнезда, но и в этом ей отказали. Но главная её мечта осуществилась: Павел Григорьевич дотлевал при ней. Как везло на людей грешному, слабому, с легковесной душонкой Антокольскому: Марина Цветаева, Наталия Николаевна, Зоя, по-собачьи преданная Варя и шофёр-нянька Николай Михайлович.

- Сестра — Мария Григорьевна Антокольская (1897—1981), врач , была замужем за доктором медицинских наук, профессором Львом Михайловичем Броуде (1898—1990), заведующим кафедрой биохимии Казанского медицинского института[23]; их сын — Владимир Львович Броуде, физик, лауреат Ленинской премии.
- Сестра — Надежда Григорьевна Антокольская (1898—?), училась во ВХУТЕМАСе, подвергалась репрессиям, была замужем за художником-графиком П. И. Суворовым (1901—1968)[24], деканом графического факультета Московского Художественного Института имени В. И. Сурикова; их дочь Анна Петровна Суворова (1925—2007), художница, была замужем за живописцем, академиком АХ СССР В. П. Ефановым[25].
- Двоюродный брат — Марк Осипович Косвен, историк и этнограф.

### Произведения

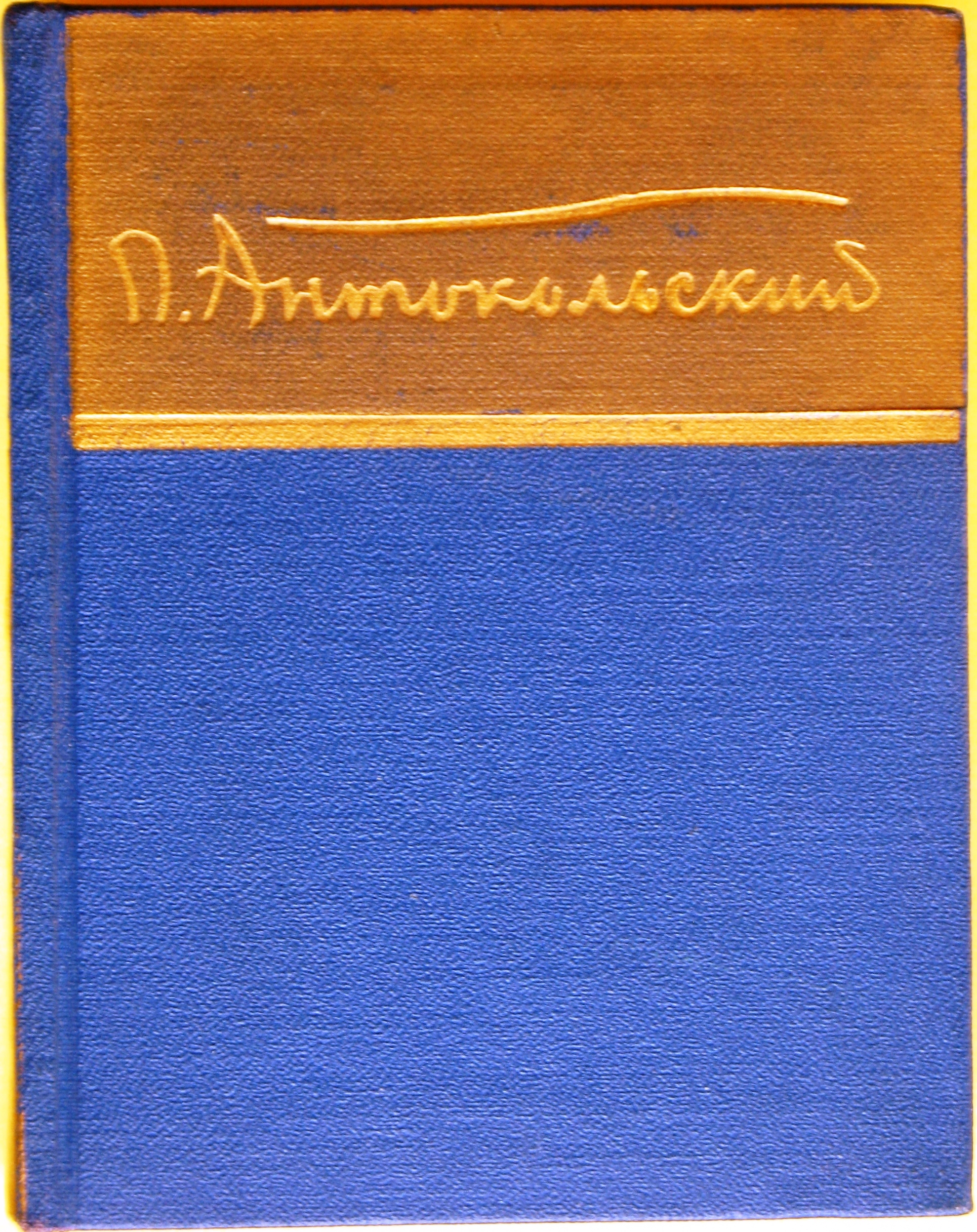

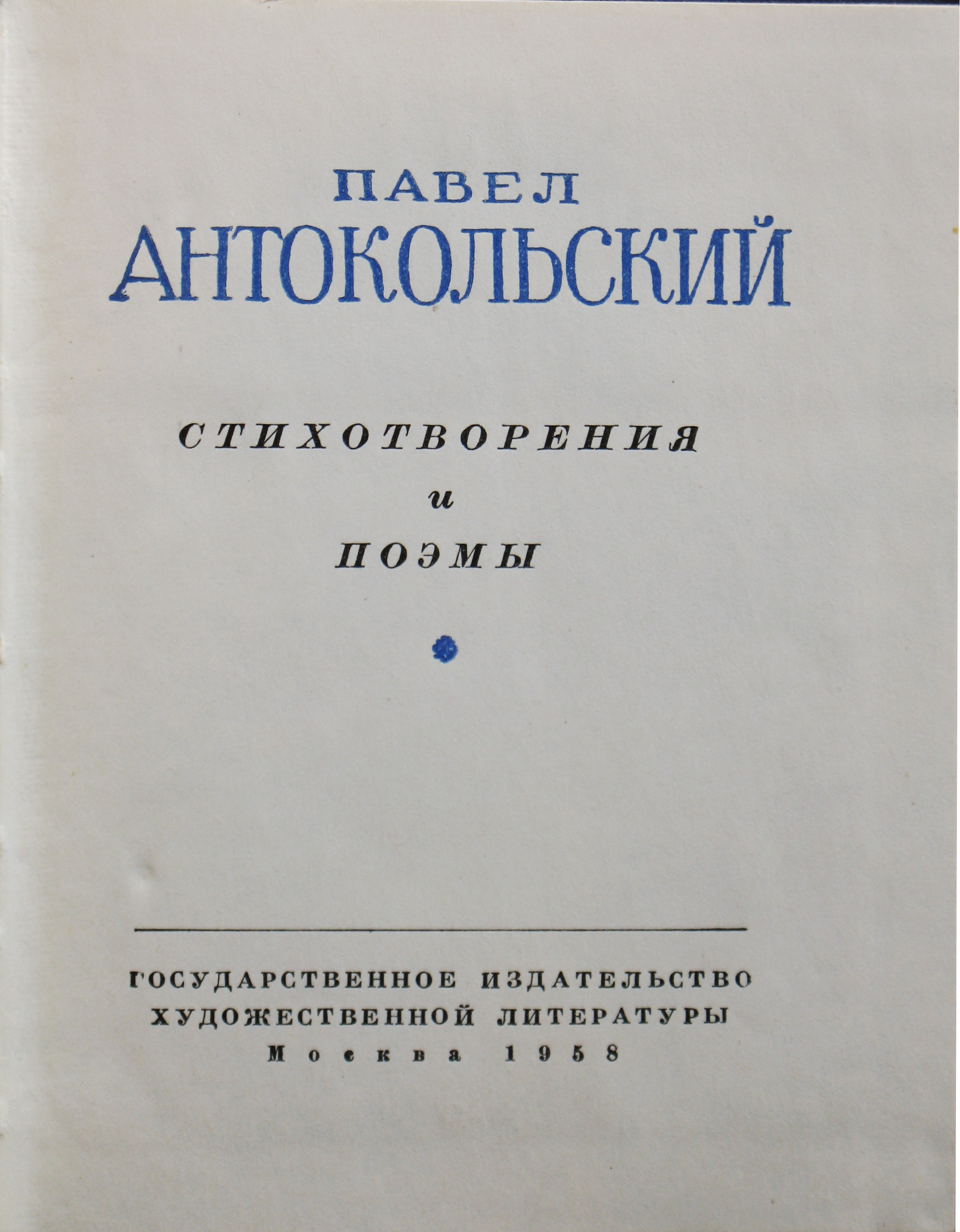
Стихотворения и поэмы, 1958

- Поэмы
  - «Франсуа Вийон» (1934)
  - «Робеспьер и Горгона» (1935)
  - «Сын» (1943)
  - «В переулке за Арбатом» (1954)

### Книги
- - Стихотворения. — М.: Гос. изд-во, 1922. — 42 с
  - Запад: Стихи. — М.: Узел, 1926. — 31 с
  - Третья книга: Стихи. — М.: Московский цех поэтов, 1927. (тип. "Красная Пресня"). — 47 с.
  - Стихотворения. 1920-1928. — М.: Госиздат; Ленинград: Госиздат, 1929. — 159 с.; 2000 экз.
  - Робеспьер и Горгона: Драматич. поэма в 8 главах. — М.; Л.: Гос. изд-во, 1930. (М.: тип. "Красный пролетарий"). — 112 с.
  - Действующие лица: Стихи 1929-1931. — М.: Федерация, 1932. — 105 с.
  - Коммуна 1871: Стихи. — М.: Гос. изд-во худ. лит-ры, 1933. (ф-ка книги "Кр. пролетарий") — 38 с.
  - Избранные стихи. — М.: Журн.-газ. объединение, 1933 (тип. "Искра революции"). — Обл., 40 с. (Библиотека "Огонёк" № 6 (731))
  - Франсуа Вийон: Драматическая поэма в 3 ч. — М.: ОГИЗ-ГИХЛ, 1934. — 119 с.
  - Поэмы: Робеспьер и Горгона. Коммуна 71-го года. Франсуа Вийон. — М.: Художественная литература, 1935. — 227 с. : ил.
  - Стихотворения. 1920/1932. — М.:  Гослитиздат, 1936 (тип. "Искра революции"). — 248 с., портр.; В пер.
  - Большие расстояния: Стихи. — М.: Гослитиздат, 1936 (17 ф-ка нац. книги треста "Полиграфкнига")
  - Коммуна 71 года. — М.: изд., тип. и цинк. Журн.-газ. объединения, 1937. — 40 с. (Библиотека "Огонёк" № 9 (996)).
  - «Работа» 1937
  - Пушкинский год. — М.: Художественная литература, 1938. — 87 с.
  - Французские романтики о революции: Сборник стихов. / Сост. и пер. с франц. П.Г. Антокольский. — М.:  Правда, 1939. — 48 с. (Библиотека "Огонёк" № 32)
  - Стихотворения. 1933/1940. — М.: Гос. изд. худ. лит., 1941. — 195 с.
  - Железо и огонь: Стихи. — М.: Гослитиздат, 1942. — 48 с., без тит. л.
  - Полгода: Стихи. — М.: Советский писатель, 1942 (Казань). — 33 с.
  - Сын: Поэма и стихи. — М.: Сов. писатель, 1943. — 88 с.
  - Сын: Поэма. — Магадан: Советская Колыма, 1944. — 32 с.
  - Сын: Поэма. — М.: Правда, 1946 (тип. им. Сталина). — 31 с. (Библиотека "Огонёк" № 7).
  - Третья книга войны: Стихи. — М.: Совет. писатель, 1946 (6-я тип. треста "Полиграфкнига"). — 103 с.
  - Избранное. — М.: Мол. гвардия, 1946 (тип. "Кр. знамя"). — 256 с.
  - Избранное: 1936-1944. — М.: Гослитиздат, 1946 (6-я тип. треста "Полиграфкнига"). — 144 с.
  - Избранное. — М.: Советский писатель, 1947 (тип. "Моск. рабочий"). — 287 с., портр. (Б-ка избранных произведений советской литературы: 1917-1947).
  - Стихи и поэмы. — М.: Гослитиздат, 1950 (Образцовая тип. им. Жданова). — 296 с., портр.
  - Десять лет: Стихи и поэмы. — М.: Совет. писатель, 1953. — 228 с.
  - В переулке за Арбатом: Поэма. — М.: Сов. писатель, 1955. — 90 с.
  - Мастерская: Стихи. — М.: Сов. писатель, 1958. — 110 с.
  - Стихотворения и поэмы. — М.:  Гослитиздат, 1958. — 239 с., портр.; (Б-ка советской поэзии).
  - Запад — Восток: Стихи. — М.: Правда, 1960. — 31 с. (Б-ка "Огонёк" № 3)
  - О Пушкине: [Исследования и стихи]. — М.: Сов. писатель, 1960. — 135 с.
  - Высокое напряжение: Стихотворения. 1960-1961. — М.: Сов. писатель, 1962. — 103 с.; 20 000 экз.
  - Побратимы: Стихи о Грузии. Из грузинских поэтов / [Предисл. Б. Жгенти]. — Тбилиси: Литература и искусство, 1963. — 302 с.; портр.
  - Четвёртое измерение: Стихи. 1962-1963. — М.: Сов. писатель, 1964. — 133 с.: ил.
  - Стихи последних лет. — М.: Правда, 1966. — 32 с.; 106 000 экз. (Б-ка журнала «Огонёк» №12)
  - Повесть временных лет: Поэмы и стихотворения. — М.: Сов. писатель, 1969. — 222 с.
  - Медная лира: Французская поэзия XIX-XX веков в пер. П. Антокольского. — М.: Худож. лит., 1970. — 271 с.
  - Ночной смотр: Стихи. 1970-1974. — М.: Сов. писатель, 1974. — 142 с.: портр.
  - Колыбель русской поэзии: Стихи [и поэмы] / Павел Антокольский. — М.: Правда, 1976. — 32 с.; (Библиотека "Огонёк" № 23)
  - Конец века: Стихи. [Девушка Франсуа Вийона: Драматические сцены.] — М.: Советский писатель, 1977. — 80 c.; 50 000 экз.

### Издания
- - Театр: Драматические поэмы. — М.: Сов. писатель, 1979. — 272 с.: ил.
  - Далеко это было где-то...: Стихи, пьесы, автобиографическая повесть. / [сост., публ., коммент. Андрея Тоома, Анны Тоом]. — М.: Дом-музей Марины Цветаевой, 2010. — 467 с., ил. ISBN 978-5-93015-113-8

### Серия «Великие поэты»
- - Да здравствует путь!: Стихотворения, поэмы. — М.: Комсомольская правда : НексМедиа, 2013. — 239 с. — ISBN 978-5-87107-486-2 (Великие поэты; 70)

### Сборники статей
- - Испытание временем: Статьи. — М.: Сов. писатель, 1945. — 144 с.
  - Поэты и время: Статьи. — М.: Сов. писатель, 1957. — 378 с.
  - Сила Вьетнама: Путевой журнал. — М.: Сов. писатель, 1960. — 148 с.
  - Пути поэтов: Очерки. — М.: Сов. писатель, 1965. — 472 с.
  - «Сказки времени» (1971)
  - «Время» (1973)
  - Путевой журнал писателя: Статьи. — М.: Сов. писатель, 1976. — 303 с.

### Собрание сочинений
- Избранные сочинения в 2-х томах. — М.: Гослитиздат, 1956.
  - Т. 1: Стихотворения. — М., 1956. — 327 с., портр.
  - Т. 2: Поэмы: Франсуа Вийон; Кощей; Два портрета; Пауль Вильмерсдорф; Сын; Коммунистический манифест; В переулке за Арбатом. — М., 1956. — 255 с.
- Избранные произведения: В 2-х томах. — М.: Гослитиздат, 1961.
- Избранное: В 2-х томах. — М.: Художественная литература, 1966.
- Собрание сочинений в 4-х томах. — М.: Художественная литература, 1971—1973.
  - Т. 1: Стихотворения и поэмы. 1915-1940. — М., 1971. — 527 с., 1 л. портр.
  - Т. 2: Стихотворения и поэмы. 1941-1971. — М., 1971. — 622 с.
  - Т. 3: Сказки времени: Солнце русской поэзии. Три демона. Святые камни Европы. — М., 1972. — 536 с.
  - Т. 4: Современники: Сила Вьетнама. Некоторые итоги. — М., 1973. — 352 с.
- Избранные произведения в 2-х томах. М.: Худож. литература, 1986.
  - Т. 1: Стихотворения и поэмы, 1915-1940. — М., 1986 — 447 с., портр.; В пер. 25000 экз.
  - Т. 2: Стихотворения и поэмы 1941-1976. — М., 1986 — 495 с.; В пер.; 25000 экз.

## Награды и премии
- Сталинская премия второй степени (1946) — за поэму «Сын» (1943)
- орден Ленина (1976)
- 3 ордена Трудового Красного Знамени (11.07.1946; 06.07.1956; 12.09.1966)
- орден «Знак Почёта» (31.01.1939)
- медали